# Hochwasser in Mitteleuropa im September 2024
Das Hochwasser in Mitteleuropa im September 2024 war eine durch Starkregen ausgelöste Katastrophe in Mitteleuropa, ausgelöst durch das Mittelmeertief Boris (in Deutschland Anett genannt). Es entwickelte sich als sogenanntes Genuatief über dem rekordwarmen Mittelmeer, insbesondere der Adria, bei gleichzeitigem Kaltlufteinbruch über die Alpen aus Nordwesten. Anschließend nahm es eine Zugbahn ähnlich einer Vb-Wetterlage nach Mitteleuropa, wo es regional tagelangen Dauerregen auslöste.
Vom extremen Niederschlag besonders betroffen war ein Gebiet von Niederösterreich über Mähren bis nach Schlesien in den Staaten Österreich, Tschechien und Polen. Auf der Nordseite der Sudeten in Polen und Tschechien fielen Niederschlagsmengen, die Ereignisse früherer Jahrzehnte weit übertrafen. Anschließend zog es zurück nach Italien, wo es ebenfalls zu schweren Überflutungen kam.
In den Ostalpen führte das Wetterereignis zu einem außerordentlich frühen Wintereinbruch. Die Regenfälle gingen mit starken Stürmen einher, die gleichfalls flächendeckend Schäden anrichteten. Etwa zwei Millionen Menschen waren von den Überflutungen betroffen. Zehntausende wurden evakuiert. Mindestens 28 Menschen starben.

## Meteorologie

### Verlauf

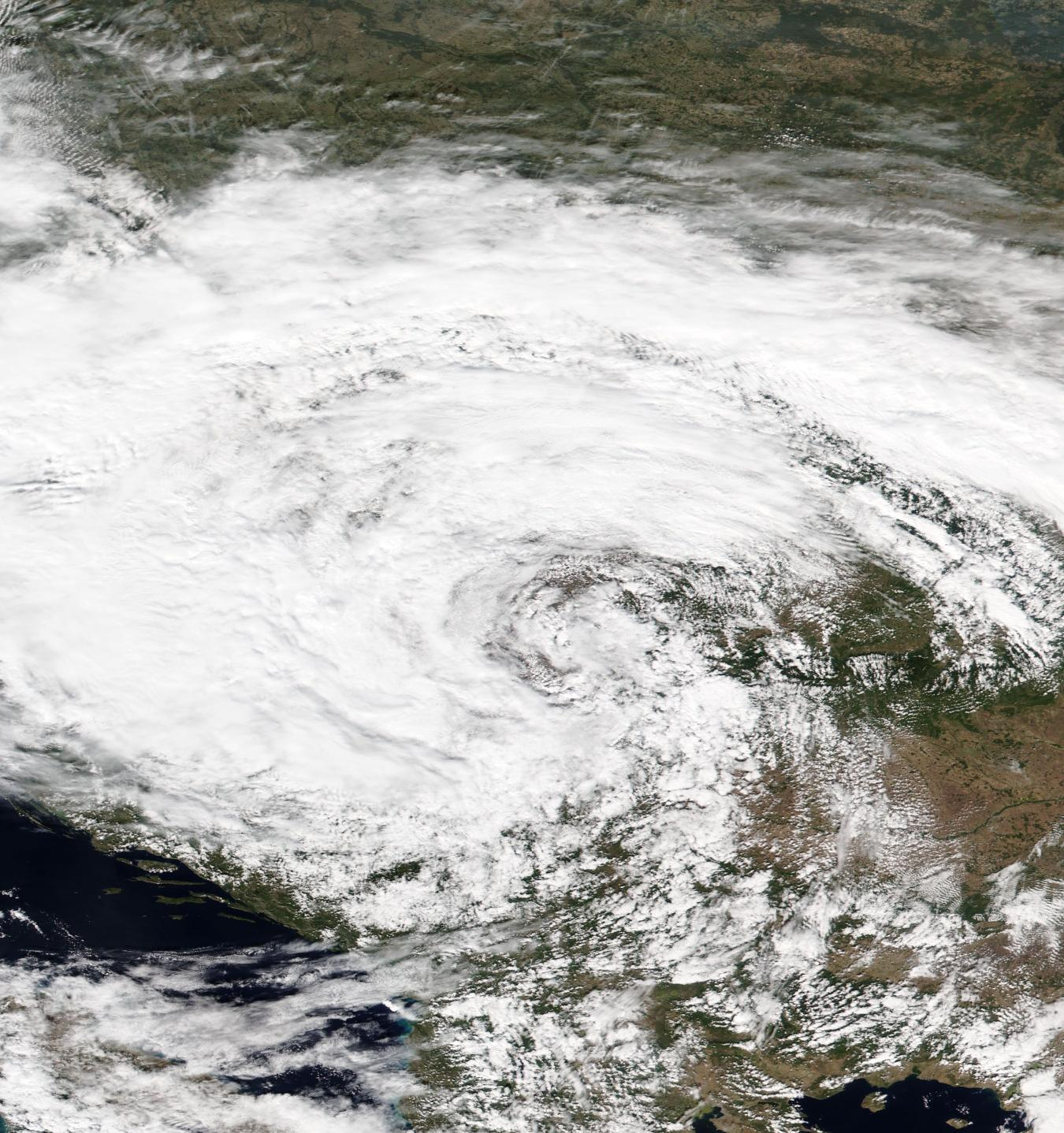
Tief Anett/Boris, 16. September, mit eingelagerten Windbändern

Der Spätfrühling und der Frühsommer 2024 waren durch zahlreiche schwere Unwetter in Mitteleuropa geprägt (Hochwasser in Südwestdeutschland, Süddeutschland und der Schweiz), verursacht durch einen sehr instabilen Jetstream. Erst im August setzte sich stabileres Sommerwetter durch. Dieser Monat war gebietsweise ein weiterer Allzeit-Wärmerekord-Monat. In der zweiten Septemberwoche wurde der Jetstream neuerlich instabil. Vor
und hinter einem nach Skandinavien ziehenden Tief Zilan (FU-Berlin-Name) kam es zu zwei massiven Kaltlufteinbrüchen bis in den zentralen Mittelmeerraum.
Innerhalb weniger Tage fielen die Temperaturen regional um 20 °C von hochsommerlichen Werten auf unter 10 °C.
Am 11. und 12. September bildete sich in der ausgedehnten Kaltfront von Zilan über Norditalien ein Tiefdruckwirbel mit Höhentiefkern, international Boris, von der FU Berlin Anett benannt.
Vor dem Skandinavientief herrschte eine starke Südströmung, daher schlug das Italientief eine klassische Vb-Zugbahn in Richtung Slowenien, Ungarn, Slowakei und Tschechien ein.
Es kam durch zwei Hochdruckgebiete (Reinhold über dem Ärmelkanal, Quentin über Nordwestrussland) zu einer Blockierung, wodurch sich der Tiefkern mehrere Tage lang kaum weiterbewegte.
Die starken klimatischen Kontraste über Europa – Nord-/Südströmungen von über 2000 km Ausmaß, große Wärme im Mittelmeerraum und Polarluft über der Nordsee – führten zu massivem Feuchtigkeitstransport in das östliche Mitteleuropa und intensivem Stauniederschlag im Karpatenbogen und an den Nordalpen.
Die Niederschläge summierten sich über 5 Tage zu örtlich über 400 Liter je Quadratmeter, das sind Werte, die bis über die Hälfte eines jeweiligen Gesamtjahres-Niederschlags ausmachen. In St. Pölten fiel binnen vier Tagen mehr Regen als im bisher nassesten Herbst insgesamt.
Hauptschadensgebiete waren Schlesien und Niederschlesien im tschechisch-polnischen Grenzgebiet, der weitere niederösterreichische Zentralraum vom Marchfeld bis zum Tullnerfeld und die Südkarpaten in Rumänien.
Sonntag, den 15. September, flauten die Niederschläge etwas ab und brachten eine leichte Entspannung, aber in der Nacht von Montag auf Dienstag kam es verbreitet zu einer neuerlichen Intensivierung.
Mit Dienstag, dem 17. September, ging der Dauerregen im ganzen Raum zu Ende. Damit verlagerten sich die Hochwässer flussabwärts an die Mittelläufe von Donau, Elbe und Oder.
Zusätzlich traten durch die extreme Großwetterlage im Kern des Vb-Tiefs sowie auch an seinen Rändern unüblich Stürme auf, die am Ostalpenrand Orkanstärke erreichten. Auf der Rax (1547 m) wurden 125 km/h gemessen und im Vorland bei Hartberg 111 km/h.
Im Alpenraum führte das Wetterereignis zu einem außerordentlich frühen Wintereinbruch. In den Hochalpen von der Zentralschweiz bis Österreich fielen bis zu zwei Meter Neuschnee, mit Schneefall bis in Tallagen. Weil in den nächsten Tagen die Temperaturen auch in Höhenlagen wieder über 20 °C ansteigen werden, könnte es im Alpenraum zu einer neuerlichen Hochwasserwelle kommen.
Nachdem es in Mitteleuropa für schwere Überflutungen gesorgt hatte, zog das Tief auf der mehr oder weniger gleichen Vb-Zugbahn langsam wieder zurück in Richtung zentrales Mittelmeer und Norditalien, was außergewöhnlich ist. Auch dort verursachte es heftige Regenfälle, besonders in den Regionen Emilia-Romagna, Toskana und Marken. Laut der Regierung der Emilia-Romagna fielen dort binnen 48 Stunden 350 Liter Regen pro Quadratmeter, ein Vielfaches der normalen September-Monatssumme, die bei 60 bis 70 Litern/m² liegt.
| |
| Analysen des ERCC – Emergency Response Coordination Centre der EU: links: 12. September – Fokus auf das Gebiet um die Böhmische Masse, mit Regenmengen (blau), Windstärken (rötlich) und Wetterwarnungen (gelb/rot) rechts: 16. September – Fokus auf die abzusehenden Problemgebiete in den Sudeten, an der Elbe, an Thaya und mittlerer Donau, sowie in Rumänien (grün) |

### Prognose und Jährlichkeit
Das Ereignis konnte im Vorfeld sehr gut vorausberechnet werden, sodass seit Anfang der Ereigniswoche mögliche Katastrophenzustände abgesehen werden konnten.
Das deutsche Wettermodell ICON prognostizierte für die östlichen Sudeten bis zu 500 mm Niederschlag in 72 Stunden. Solche Werte entsprächen möglicherweise einem tausendjährlichen Hochwasser an Elbe und Oder.
Für den östlichen Nordalpenraum und die mittlere Donau gab das österreichische AROME/INCA-Modell bis über 300 mm,
andere Modelle sogar 400 mm.

### Klimawandel-Attribution
Verschärft wurde die Situation durch den Klimawandel, durch den sich das Mittelmeer stärker erwärmt und die Atmosphäre mehr Luftfeuchtigkeit aufnehmen kann, was bei entsprechender Wetterlage zu mehr Niederschlägen führt. Die Oberflächentemperatur des Mittelmeers lag 2024 auf Rekordniveau und erreichte Mitte September 2024 im nördlichen Mittelmeergebiet 25 bis fast 30 °C; damit lagen die Werte teils mehr als 4 °C über dem vieljährigen Mittel.
Eine Schnell-Attributionsanalyse von ClimaMeter, einem von der Europäischen Union und der französischen Forschungsorganisation CNRS finanzierten Forschungsprojekt, kam zum Ergebnis, dass die starken Niederschläge, die die Überschwemmungen auslösten, wahrscheinlich größtenteils auf den menschengemachten Klimawandel zurückzuführen sind, während natürliche Klimavariabilität nur eine untergeordnete Rolle spielte. Zudem kam die Studie, die aufgrund der Außergewöhnlichkeit der Ereignisse mit Unsicherheiten behaftet ist, zum Ergebnis, dass Starkregenereignisse wie im September 2024 wegen des Klimawandels heute bis zu 20 Prozent intensiver ausfallen als noch am Ende des 20. Jahrhunderts.
Eine weitere Attributionsstudie von World Weather Attribution stellt fest, dass es seit den 1950er Jahren zwar keine Zunahme von Vb-Lagen gibt, jedoch durch den menschengemachten Klimawandel Häufigkeit und Intensität von Wetterereignissen wie dem beschriebenen zugenommen haben. Demnach sind beim gegenwärtigen Klima, das global etwa 1,3 °C wärmer ist als vor der Industrialisierung, Niederschlagsereignisse wie im September 2024 in Mitteleuropa etwa doppelt so wahrscheinlich wie vor Beginn der Industrialisierung. Auch die Niederschläge nahmen demnach um ca. 7 % zu, wobei die Autoren festhalten, dass diese Angabe konservativ ist, da die Modelle die Zunahme möglicherweise unterschätzen. Die Studie ergab zudem, dass bei einer globalen Erwärmung von 2 °C solche Ereignisse noch einmal etwa 50 % wahrscheinlicher machen und die Niederschlagsintensität um weitere 5 % zunimmt, wobei auch diese Werte wieder wahrscheinlich zu niedrig angesetzt sind, da Klimamodelle intensive Starkregenereignisse unterschätzen.
Das Mittelmeertief Boris wurde als Simulation ebenfalls mit dem Online-Tool AWI Climate Storylines des AWI untersucht und die Ergebnisse in Communications Earth & Environment publiziert. Demnach erhöhte der menschengemachte Klimawandel die von Tief Boris gebrachten Regenmengen um ca. 9 %; zudem fiel die Fläche, die extremem Starkregen mit mehr als 100 mm Niederschlag ausgesetzt war, um 18 % größer aus.

## Folgen
Etwa zwei Millionen Menschen waren von den Überschwemmungen betroffen (Stand 18. September 2024). Zehntausende Menschen wurden evakuiert, mindestens 28 Menschen kamen ums Leben. Der Versicherungskonzern Aon plc geht davon aus, dass die Überflutungen einen Schaden in Höhe von mehreren Milliarden Euro verursachten und das Hochwasser damit zu den teuersten Extremwetterereignissen der betroffenen Region zählen wird. Der versicherte Gesamtschaden der Überschwemmungen, der jedoch nur einen Bruchteil der ökonomischen Schäden umfasst, wurde von Gallagher Re auf 2–3 Milliarden Euro geschätzt. Für Österreich hat der VVO, der österreichische Versicherungsverband, einen Schaden von 600 bis 700 Millionen Euro geschätzt und für Tschechien wurde der versicherte Schaden initial auf 750 Millionen Euro beziffert. EU-Kommissionspräsidentin Ursula von der Leyen kündigte für die betroffenen Staaten Hilfszahlungen in Höhe von 10 Milliarden Euro an.

### Deutschland

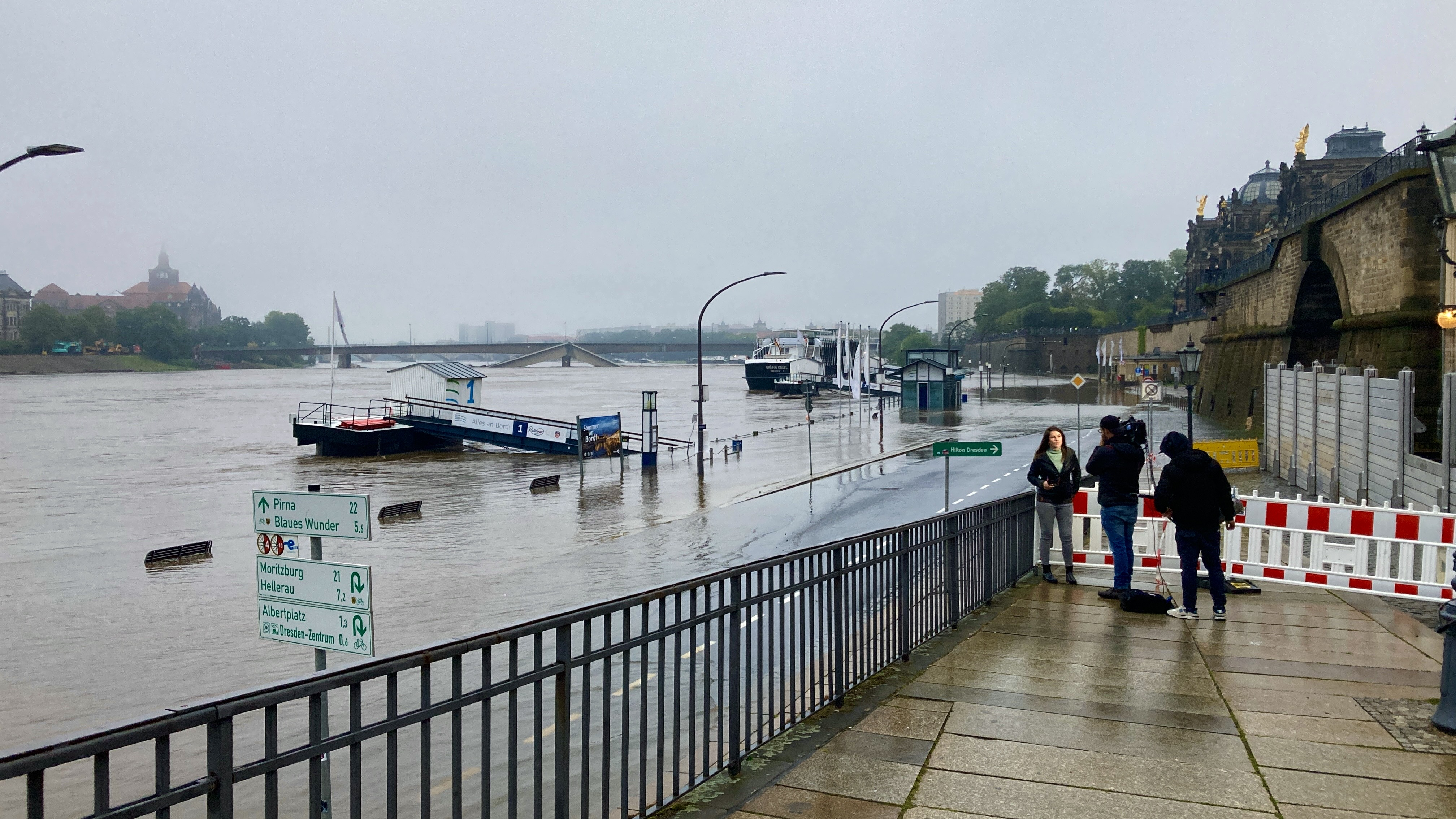
Die teilweise eingestürzte Carolabrücke in Dresden während des Hochwassers

In Deutschland gab es keine extremen Niederschlagsmengen. Die Elbe erreichte am 16. September 2024 am Pegel Schöna eine Höhe von 6,17 Metern, was der Alarmstufe 3 (von möglichen 4) entspricht. An der Lausitzer Neiße in Görlitz sank der Pegel am 17. September nach einem Höchststand wieder. Kurz vor dem Hochwasser war in Dresden ein Teil der Carolabrücke über die Elbe eingestürzt. Angesichts prognostizierten Niederschläge war es notwendig, die den Überflutungsbereich der Elbwiesen blockierenden Teile unter hohem Zeitdruck zu entfernen. In Dresden sank der Pegel der Elbe am 20. September auf unter 6 Meter, was der Alarmstufe 2 entspricht, und am Folgetag auf unter 5 Meter, was der Alarmstufe 1 entspricht. Ebenso fiel der Pegel Schöna im selben Zeitraum auf unter 6 bzw. unter 5 Meter.
Ab 24. September erreichte das Oderhochwasser Brandenburg. In Ratzdorf wurde die höchste Warnstufe ausgegeben (Maximalwert vom 609 cm am 26. September). Diese Stufe war bis in die frühen Morgenstunden des 27. September aktiv. Am 24. September 2024 rechnete man für Stützkow noch mit der höchsten Stufe, es wurde jedoch die zweithöchste Stufe mit 921 cm am 29. September.

### Italien
In Norditalien kam es beginnend mit dem 18. September zu schweren Regenfällen, die zu großflächigen Überflutungen und Erdrutschen führten. In der Emilia-Romagna wurden Schulen geschlossen, Bahnverbindungen waren beeinträchtigt und Straßen durch Erdrutsche unpassierbar. Mit Stand 19. September wurden ca. 1000 Menschen evakuiert, mindestens zwei Menschen galten als vermisst. Feuerwehren führten mehr als 500 Rettungseinsätze durch, darunter auch Bergungen von Personen durch Hubschrauber.

### Österreich

#### Allgemeines

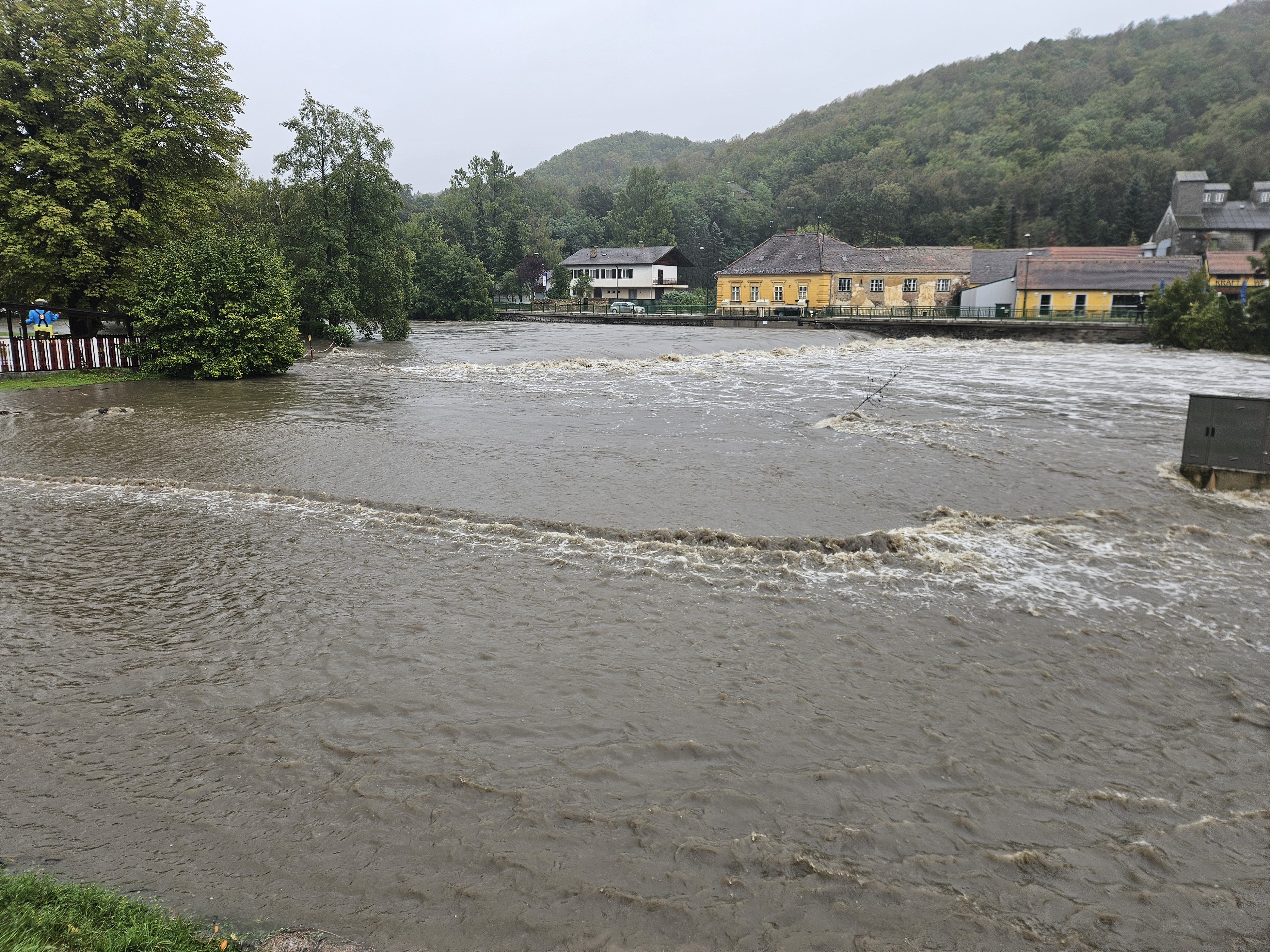
Gars am Kamp, 14. September

Aufgrund der guten Vorhersagen konnten die Hochwasserschutzmaßnahmen rechtzeitig umgesetzt werden. So wurden Stauräume vorsorglich abgesenkt, etwa von den Draukraftwerken oder dem Stausee Ottenstein in Niederösterreich, um nachkommendes Wasser aufzufangen. Unnötige Autofahrten sollten vermieden werden, auch die ÖBB gaben eine Reisewarnung aus und rieten von nicht unbedingt notwendigen Zugfahrten ab. Zum Regen kamen auch große Schneemengen oberhalb von 1000–1500 Meter. So wurde in Obertauern 90 cm Neuschnee gemessen. Dies hielt einerseits viel Wasser in den Bergen gebunden, führte neben dem Sturm aber anderseits zu zahlreichen Baumbrüchen und damit verbundenen Straßenbehinderungen und Stromausfällen, aber auch zu Lawinengefahr. Vor Schneebruch wurde insbesondere in Südösterreich gewarnt.
Einige Regionen am Rand des Ereignisses (etwa das Burgenland) waren weniger von Überschwemmungen als von Sturmschäden betroffen. Allerdings führten auch Flüsse im Burgenland wie die Wulka und die Leitha Hochwasser.
Mit der Westbahn wurde auch eine der wichtigsten Eisenbahnstrecken in Österreich stark in Mitleidenschaft gezogen. Die alte Westbahnstrecke konnte ab 18. September wieder eingleisig und am 10. Oktober wieder zweigleisig in Betrieb genommen werden. Die durch das Tullnerfeld verlaufende neue Schnellfahrstrecke wurde deutlich schwerer beschädigt. Hier müssen unter anderem im Tunnel Atzenbrugg die elektrischen Anlagen erneuert werden, außerdem wurden die Einrichtungen des Lainzer Tunnels sowie der Weichenhalle Hadersdorf schwer beschädigt.

#### Verlauf
Am Samstag, den 14. September wurden vorerst 24 Ortschaften in den Bezirken Horn, Krems, Tulln und Zwettl aufgrund der hohen Pegelstände am Kamp, gegen Abend weitere 18 zu Katastrophengebiete erklärt, während an der Donau der mobile Hochwasserschutz in der Wachau, aber auch oberhalb bei Mauthausen errichtet wurde.
Am 15. September am frühen Morgen wurde durch die Landesregierung Niederösterreich das ganze Bundesland Niederösterreich zum Katastrophengebiet erklärt. In mehreren Gemeinden wurde Zivilschutzalarm ausgelöst, Bewohner mussten aus ihren Häusern evakuiert werden.
Zahlreiche Bäche, darunter die Perschling und der Wienfluss, bei dem es zu einem Jahrtausendhochwasser kam, traten am selben Tag über die Ufer, sodass auch in der Stadt Wien erste Evakuierungen notwendig wurden. In Waidhofen an der Thaya wurde am Sonntag bereits 100-jährliches Hochwasser ausgerufen. Um 10 Uhr Ortszeit veröffentlichte der Landeskrisenstab, dass ein Feuerwehrmann bei Auspumparbeiten in Rust im Tullnerfeld ums Leben kam, die erste in Österreich verstorbene Person infolge des Hochwassers.
Ab 15. September wurde der Zugverkehr auf der Westbahn zwischen Amstetten und St. Valentin eingestellt. Statt eines Schienenersatzverkehrs wurde nur Notverkehr mit Bussen eingerichtet. Ebenso wurden die Ostbahn in Richtung Ungarn und die Südbahn bis Mürzzuschlag gesperrt.
Grenzüberschreitend waren die Probleme im Norden Niederösterreichs, in der Stadt Hardegg, da aus der Talsperre Vranov in Tschechien lange Zeit 173 Kubikmeter Wasser pro Sekunde in die Thaya abgelassen wurden. Darum wurden die Häuser entlang der Thaya in Hardegg evakuiert. Die Bewohner konnten bei Verwandten untergebracht werden oder nächtigten im Turnsaal der Volksschule Pleissing. Im Triestingtal konnten mit dem Ablassen von Wasser beim Rückhaltebecken in Pottenstein Überschwemmungen verhindert werden. Vorher wurden in den Gemeinden an der Triesting Häuser für Stunden evakuiert und Hochwasserschutz aufgebaut.

Mündung des Wienflusses in den Donaukanal am 15. September

In Wien war die Situation vor allem im Bereich des Wienflusses kritisch, im 14. Bezirk wurden einzelne Häuser evakuiert, leichte Überflutungen gab es auch bei der Mündung in den Donaukanal. Im Bereich der mit besserem Hochwasserschutz versehenen Donau blieb der Wasserstand dagegen unter Kontrolle, ebenso beim Liesingbach. Es gab allerdings Einschränkungen im Verkehr, auch die U-Bahnen fuhren nur eingeschränkt, insbesondere die teilweise am Wienfluss entlangfahrende U4.
In der Steiermark waren die Feuerwehren in Zusammenarbeit mit den Energieversorgern stark gefordert, nachdem an diesem Tag etwa 25.000 Haushalte durch zahlreiche Sturmschäden ohne Strom waren. Aus den südlichen, weniger betroffenen Bezirken wurden die Katastrophenhilfszüge der Feuerwehr nach Niederösterreich beordert, um dort Unterstützung zu leisten. In der Steiermark waren vor allem das Mürztal und die Gegend um die Salza betroffen, die Innenstadt von Kapfenberg stand am Abend des 15. unter Wasser. Schon am Sonntag kamen Feuerwehreinheiten aus ganz Österreich nach Niederösterreich zur Unterstützung, obwohl sie im eigenen Land auch den Schutz aufrechterhalten mussten. Auch das Bundesheer begann zuerst mit der Luftunterstützung zur Rettung von Menschen, wechselte dann aber zum Schutz der Dämme ebenfalls mit Hubschraubern.
Am Montag, 16. September wurden drei weitere Todesopfer in Niederösterreich gemeldet: Zwei, die direkt in ihren Häusern durch das Wasser umkamen (Höbersdorf sowie Untergrafendorf), und ein Todesopfer wurde im Strandbad Klosterneuburg gefunden. Am Morgen waren 256 Landesstraßen gesperrt, darunter aufgrund von Überschwemmungen auch die Westautobahn A1 und die Südautobahn A2. Auch der Bahnverkehr wurde massiv beeinträchtigt. Dammbrüche vor allem im Gebiet um St. Pölten und Tulln beschäftigen die Einsatzkräfte; einer der Dammbrüche ereignete sich auch im St. Pöltner Stadtteil Pottenbrunn. Das führte auch dazu, dass Teile der Marktgemeinden Langenrohr, Michelhausen und Zwentendorf an der Donau geräumt werden musste.
Am 17. September wurde in den Morgenstunden ein fünftes Todesopfer entdeckt; eine ältere Frau ertrank in Würmla in ihrem Haus. Die Donauschifffahrt wurde, soweit sie noch nicht gesperrt war, in ganz Österreich eingestellt. Diese Sperre wurde am Morgen des 18. Septembers teilweise wieder aufgehoben.

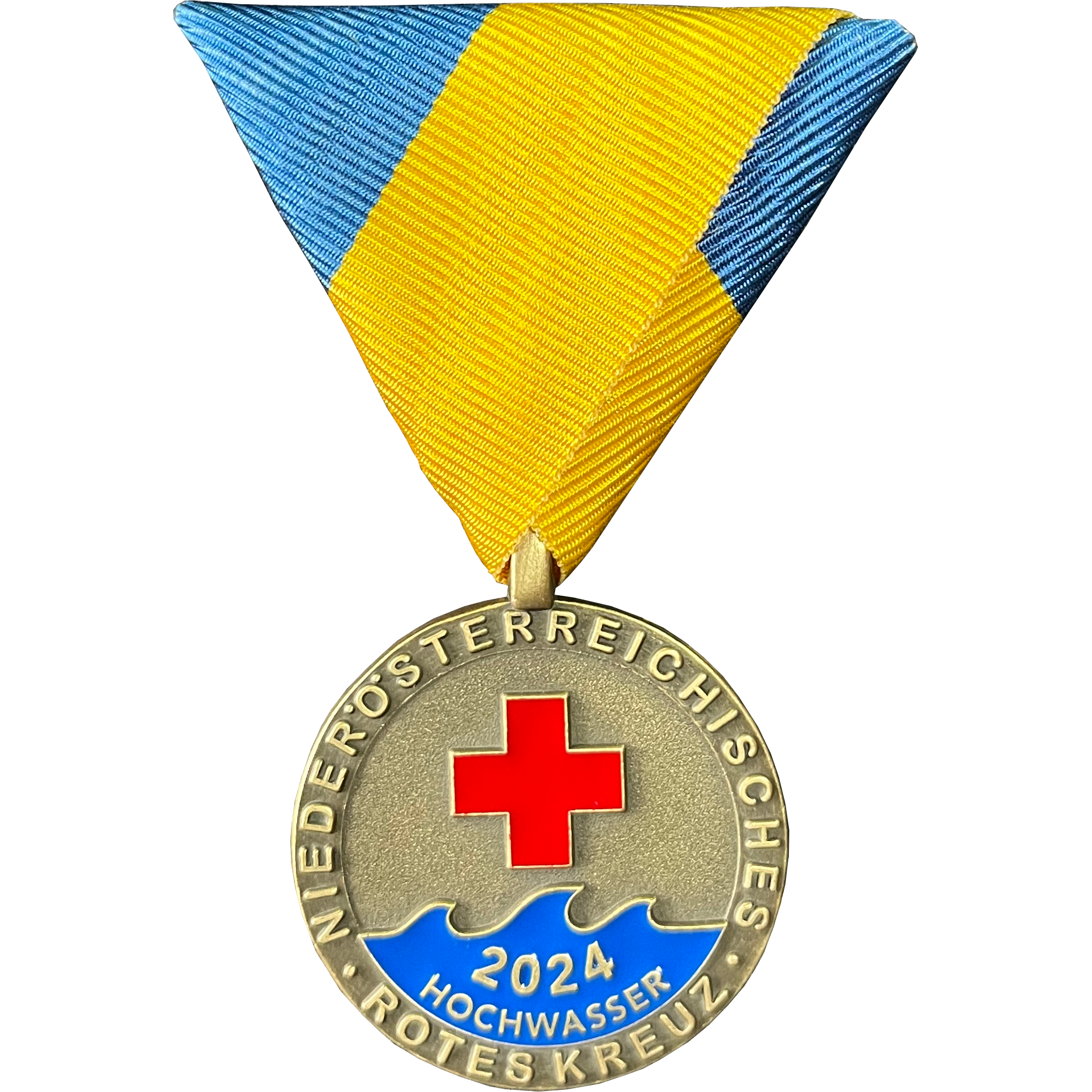
Die Hochwasser-Einsatzmedaille für am Hochwasser beteiligte Rotkreuz-Kräfte

Für die Aufräumarbeiten meldeten sich rund 100 Syrer als freiwillige Helfer in Matzleinsdorf bei Melk.
Analysen zeigten in Niederösterreich, dass ein Baumangel (Kabelkünette in einem Damm wurde nur schlecht verdichtet aufgefüllt) und mangelnde Kontrolle und Wartung von Bachbetten (unterlassenes Freihalten von Bäumen und Sträuchern) zu Folgeschäden durch Ausspülung und Verklausung führten. Bürgermeister beklagen Versäumnisse von Wasserverbänden und der Aufsichtsbehörde des Landes. Kontrollen sollen in Zukunft genauer erfolgen.

### Polen

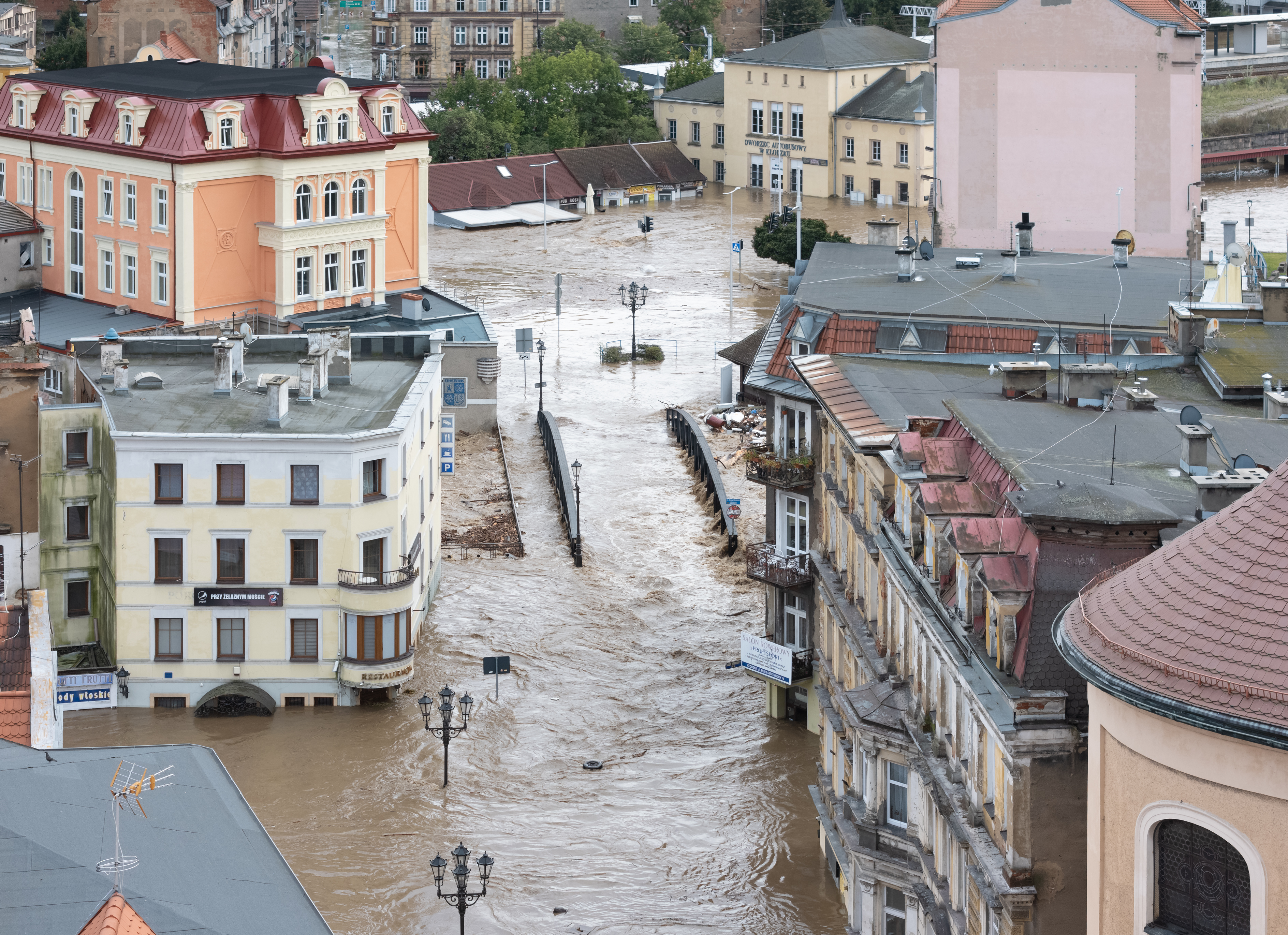
Überflutete Altstadt in Kłodzko an der Glatzer Neiße (15. September 2024)

In Polen lief die Wölfelsgrunder Talsperre bei Międzygórze trotz Notablass über. Aus Sicherheitsgründen wurden mehrere im Gefahrenbereich gelegene Ortschaften evakuiert. Am Morgen des 15. September wurde von den polnischen Behörden die erste ertrunkene Person vermeldet, ein Mann im Dorf Krosnowice nahe Kłodzko.
Oberhalb von Stronie Śląskie brach der Damm des Rückhaltebeckens Stara Morawa. In der Woiwodschaft Opole wurde Głuchołazy verwüstet, Paczków musste nach Rissen in einer Staumauer zwangsevakuiert werden. In Nysa mussten rund 44.000 Menschen wegen eines drohenden Dammbruchs evakuiert werden.
Am 16. September wurde für Teile der Woiwodschaften Niederschlesien, Schlesien und Opole der Katastrophenzustand ausgerufen. Am 17. September wurde dessen Ausweitung in allen drei Woiwodschaften beschlossen.
Die Zahl der Todesopfer in Polen lag mit Stand 18. September bei sechs.
Der Politiker Marcin Kierwiński wurde als Bevollmächtigter der Regierung für den Wiederaufbau nach der Flut im Rang eines Ministers ohne Geschäftsbereich eingesetzt.

### Rumänien
Am 14. September meldeten rumänische Behörden vier Tote in den Kreisen Galați und Vaslui infolge des Hochwassers. Über 5000 Häuser sind indes bislang beschädigt worden. Inzwischen ist die Zahl der Todesopfer in Rumänien auf sieben angestiegen.

### Slowakei
Als erste Bedrohungen von Bratislava auftraten, wurden entlang der March bereits am 13. September in der Záhorie Flächen ausfindig gemacht, die geflutet werden können und so Rückhaltungen der March, für die ein HQ100 Hochwasser befürchtet wird, ermöglichen.

### Tschechien

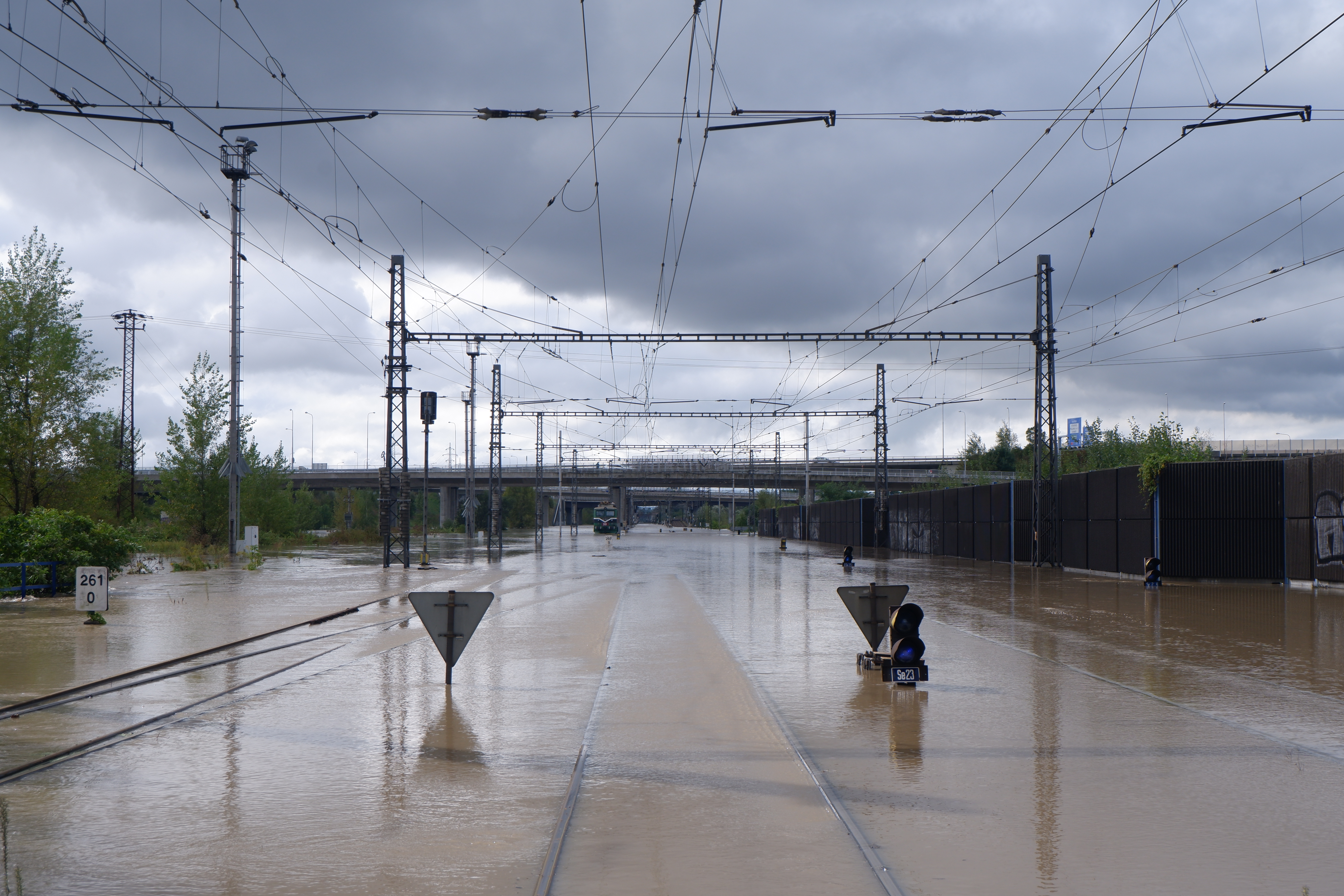
Bahnhof Ostrava-Svinov (15. September 2024)

In Tschechien wurde ein Krisenstab eingerichtet und der Abfluss aus den Stauanlagen der Moldau-Kaskade an der Moldau vor Beginn der Regenfälle massiv erhöht, um Kapazitäten für die erwarteten Wassermassen zu schaffen. Zahlreiche Veranstaltungen wurden aus Sicherheitsgründen abgesagt, zudem wurden Menschen in Überschwemmungsgebieten aufgefordert, Notgepäck für etwaige Evakuierungen bereitzuhalten und Keller zu leeren. In Prag wurde an der Moldau vorsorglich die Innenstadt mit mobilen Hochwasserschutzwänden abgeschottet. Am 14. September wurde in Brünn ein Krankenhaus vorsorglich evakuiert. Im Westen des Landes waren schon seit dem Morgen wegen der Stürme etwa 60.000 Menschen ohne Strom. Diese Zahl stieg bis zum 15. September auf über 250.000 Haushalte an.
Am stärksten betroffen war der Nordosten des Landes im Einzugsgebiet der Oder (Mährisch-Schlesische Region).
In der Nacht von 14. auf 15. September ordnete der Bürgermeister von Český Těšín die Evakuierung der Stadt an, da die Olsa überzulaufen drohte. Auch in Ostrava gab es großflächige Evakuierungen nach mehreren Deichbrüchen. Die Stadt Krnov stand am Abend des 15. September zu annähernd 80 Prozent ihrer Fläche unter Wasser. Der Eisenbahnverkehr wurde im Norden der Mährisch-Schlesischen Region ersatzlos eingestellt. In Ostrava betrafen die Überflutungen auch den Hauptbahnhof und die nahe Autobahn D1. Der Ort Malá Úpa im Riesengebirge war nach einem Murenabgang von der Außenwelt abgeschnitten. Die Talsperre Husinec lief über.

### Ungarn
Ungarn war über die Hochwasserführung der Leitha und der Donau vom Ereignis betroffen.